# Bartolomeo Vivarini

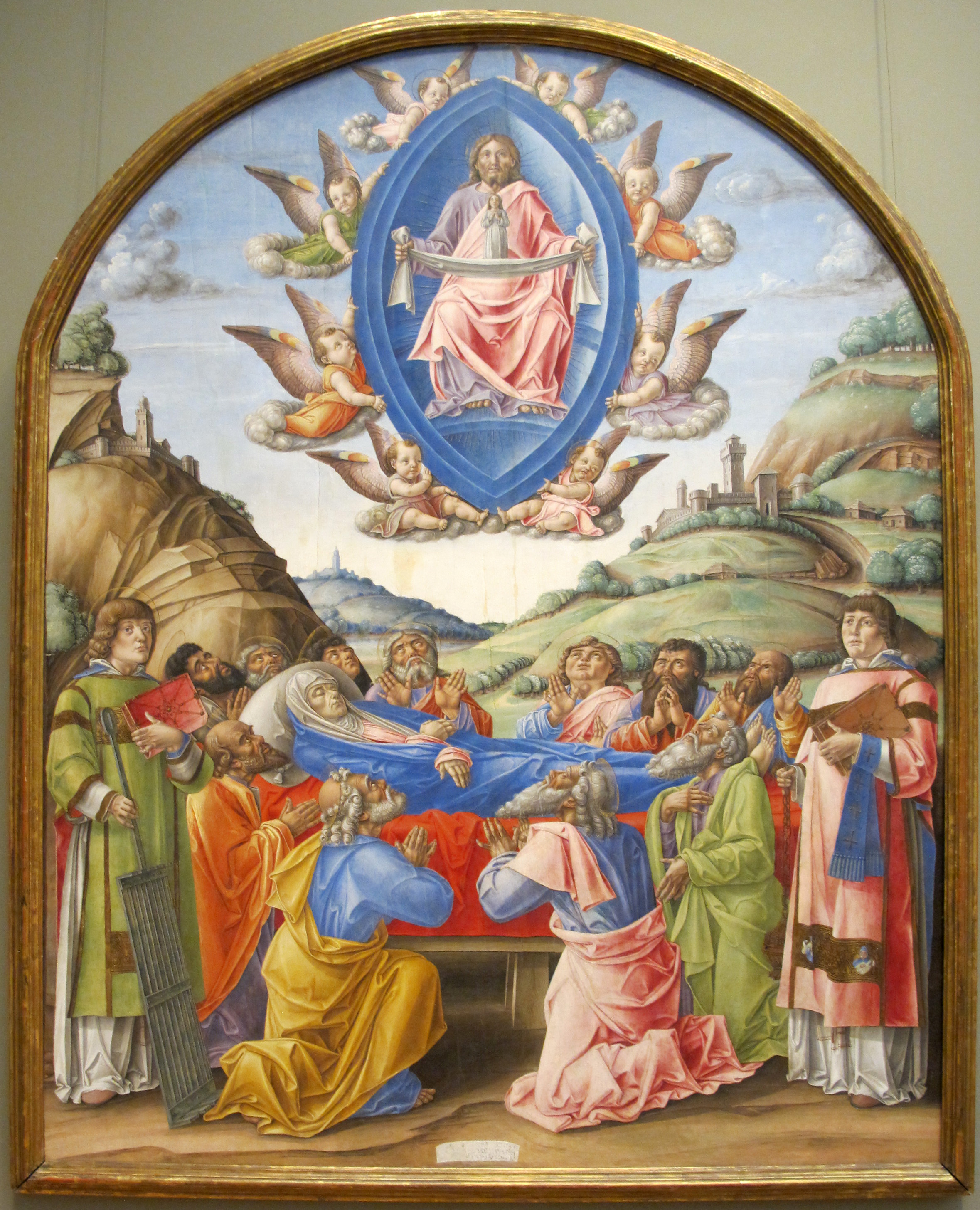
Morte da Virgem, 1484.

Bartolomeo or Bartolommeo Vivarini (1432 - 1499) foi um pintor italiano, conhecido por ter trabalhado entre 1450 a 1499. Seu irmão, Antonio e seu sobrinho, Alvise Vivarini também foram pintores. Ele aprendeu a técnica da pintura a óleo com Antonello da Messina e presume-se ter produzido a primeira pintura nessa técnica em Veneza em 1473. Na Basílica de San Zanipolo, em Veneza, há um grande altar dele, com nove divisões, representando Santo Agostinho de Hipona e outros santos. 
A maioria de seus trabalhos, contudo, são em têmpera. Como vivarino significa pintassilgo em Italiano, suas pinturas geralmente são assinadas com o desenho do pássaro. 
Locais onde se encontram suas obras:
- Getty Center
- Louvre
- Museu de Belas Artes de Boston
- Galeria Nacional de Arte em Washington
- Galeria Nacional de Londres
- Museu de Arte da Filadélfia
- Rijksmuseum
- Galeria Uffizi